# 롱 에지
롱 에지(wrong edge)는 피겨스케이팅용어로 스케이트 날을 사용하는 반칙을 뜻한다.
주로 (1) 안쪽날을 사용해야 하는 플립에서 바깥쪽날을 사용할 경우 (2) 바깥쪽날을 쓰는 러츠에서 안쪽날을 사용할 경우에 발생한다. 롱에지는 점프습관에 관한 문제이기 때문에 장시간에 걸쳐 교정해야 한다. 롱엣지 판정이 날 경우엔 -1점 이상의 점수가 감점된다.
김연아는 아사다 마오에 비해 롱에지 판정을 비교적 덜 받아왔다.